# Skyttehul
Et skyttehul er et mindre hul i jorden, som soldater graver for at beskytte sig imod beskydning fra artilleri og håndvåben. Ikke at forveksle med en skyttegrav. Skyttehullet gør det muligt for soldaten at besvare beskydningen, mens han er forholdsvis godt beskyttet. Skyttehuller kan være beregnet til en, to eller flere soldater. De kan være forstærket med sandsække, eller sågar overdækkede for at beskytte mod faldende fragmenter.